# Holcoglossum
Holcoglossum – rodzaj roślin z rodziny storczykowatych (Orchidaceae). Obejmuje 23 gatunki. Występują one w południowo-wschodniej Azji w regionie Asam w Indiach, w południowo-centralnych i południowo-wschodnich Chinach, w Bangladeszu, Kambodży, wschodnich Himalajach, Hajnan, Laosie, Mjanmie, Tajwanie, Tybecie, Wietnamie. Są to epifity i litofity (tylko H. calcicola) rosnące w lasach na wysokościach około 450–3200 m n.p.m.

## Morfologia
KwiatyZwykle białe lub żółtawe.

## Systematyka
Rodzaj sklasyfikowany do podplemienia Aeridinae w plemieniu Vandeae, podrodzina epidendronowe (Epidendroideae), rodzina storczykowate (Orchidaceae), rząd szparagowce (Asparagales) w obrębie roślin jednoliściennych.
Wykaz gatunków
- Holcoglossum amesianum (Rchb.f.) Christenson
- Holcoglossum auriculatum Z.J.Liu, S.C.Chen & X.H.Jin
- Holcoglossum calcicola Schuit. & P.Bonnet
- Holcoglossum flavescens (Schltr.) Z.H.Tsi
- Holcoglossum gaoligongense (G.Q.Zhang, K.Wei Liu & Z.J.Liu) Kumar & S.W.Gale
- Holcoglossum himalaicum (Deb, Sengupta & Malick) Aver.
- Holcoglossum kimballianum (Rchb.f.) Garay
- Holcoglossum linearifolium Z.J.Liu, S.C.Chen & L.J.Chen
- Holcoglossum lingulatum (Aver.) Aver.
- Holcoglossum nagalandense (Phukan & Odyuo) X.H.Jin
- Holcoglossum nujiangense X.H.Jin & S.C.Chen
- Holcoglossum omeiense X.H.Jin & S.C.Chen
- Holcoglossum phongii (Aver.) Aver. & O.Gruss
- Holcoglossum pumilum (Hayata) L.J.Chen, X.J.Xiao & G.Q.Zhang
- Holcoglossum quasipinifolium (Hayata) Schltr.
- Holcoglossum rupestre (Hand.-Mazz.) Garay
- Holcoglossum semiteretifolium (Seidenf.) R.Rice
- Holcoglossum singchianum G.Q.Zhang, L.J.Chen & Z.J.Liu
- Holcoglossum sinicum Christenson
- Holcoglossum subulifolium (Rchb.f.) Christenson
- Holcoglossum tsii T.Yukawa
- Holcoglossum wangii Christenson
- Holcoglossum weixiense X.H.Jin & S.C.Chen